# Liste der denkmalgeschützten Objekte in Graz/St. Peter
Die Liste der denkmalgeschützten Objekte in Graz/St. Peter enthält die 17 denkmalgeschützten, unbeweglichen Objekte des VIII. Grazer Stadtbezirks St. Peter.

## Denkmäler
| Foto  |                 | Denkmal | Standort                                                      | Beschreibung | Metadaten |
| ----- | --------------- | --- | ------------------------------------------------------------- | --- | --- |
| ja    | Datei hochladen | Bildstock HERIS-ID: 100473 Objekt-ID: 116701                                                                  | bei Messendorfer Straße 93 Standort KG: Graz Stadt-Messendorf | | BDA-Hist.: Q37784468 Status: § 2a Stand der BDA-Liste: 2025-06-30 Name: Bildstock GstNr.: 1027                                                                                       |
| ja BW | Datei hochladen | Ehem. Schloss Messendorf/Freie Waldorfschule Graz HERIS-ID: 37145 Objekt-ID: 36222                            | St.-Peter-Hauptstraße 182 Standort KG: Graz Stadt-Messendorf  | Ein Schloss an dieser Stelle existierte schon im 13. Jahrhundert, das heutige Gebäude geht auf das 17. Jahrhundert zurück, das Zwerchgiebeldach mit Uhrenaufsatz stammt aus dem Jahr 1802. Im 19. und 20. Jahrhundert fungierte es als Brauerei, Arbeitshaus, Nebengebäude der Irrenanstalt Feldhof, zeitweilig Anhaltelager und heutzutage als Schule.                                                                           | BDA-Hist.: Q2242413 Status: § 2a Stand der BDA-Liste: 2025-06-30 Name: Ehem. Schloss Messendorf/Freie Waldorfschule Graz GstNr.: 955 Messendorf Castle                               |
| ja    | Datei hochladen | Schloss Moosbrunnerhof HERIS-ID: 100560 Objekt-ID: 116810                                                     | St.-Peter-Hauptstraße 243 Standort KG: Graz Stadt-Messendorf  | Das Gebäude wurde 1538 erbaut und Ende des 16. Jahrhunderts erweitert, im 17. und 19. Jahrhundert erfolgten Umbauten. Es ist ein hakenförmiger Bau mit Schopfwalmdach, an dem die Schlosskapelle angebaut ist, die einen neugotischen Turm mit Spitzhelm aufweist. | BDA-Hist.: Q2242472 Status: Bescheid Stand der BDA-Liste: 2025-06-30 Name: Schloss Moosbrunnerhof GstNr.: 381                                                                        |
| ja    | Datei hochladen | Pfarrhof hl. Peter HERIS-ID: 51401 Objekt-ID: 57043                                                           | Gruber-Mohr-Weg 9 Standort KG: St. Peter                      | Der Pfarrhof stammt ursprünglich aus dem 17. Jahrhundert. Die Fassade im Plattenstil geht auf einen Umbau im Jahr 1785 zurück. | BDA-Hist.: Q38045079 Status: § 2a Stand der BDA-Liste: 2025-06-30 Name: Pfarrhof hl. Peter GstNr.: .63                                                                               |
| ja    | Datei hochladen | Kath. Pfarrkirche hl. Peter und ehem. Friedhof HERIS-ID: 46874 Objekt-ID: 49168                               | bei Gruber-Mohr-Weg 9 Standort KG: St. Peter                  | Der Bau geht auf das 16. Jahrhundert zurück und ersetzte eine ältere Kirche. Im 17., 18. und Ende des 20. Jahrhunderts wurde der Bau erweitert. Bei der Erweiterung des 17. Jahrhunderts wurde der Turm erhöht, bei der im 18. Jahrhundert die Seitenkapellen angebaut. Das Innere der Kirche stammt hauptsächlich aus der Mitte des 18. Jahrhunderts, vom Hochaltar (von Veit Königer) ist aber nur noch das Altarbild erhalten. | BDA-Hist.: Q1749113 Status: § 2a Stand der BDA-Liste: 2025-06-30 Name: Kath. Pfarrkirche hl. Peter und ehem. Friedhof GstNr.: .61, 162, 165/1, 159, .63 Pfarrkirche St. Peter (Graz) |
| ja    | Datei hochladen | Marienkapelle HERIS-ID: 100444 Objekt-ID: 116672                                                              | bei Gruber-Mohr-Weg 9 Standort KG: St. Peter                  | Der apsidiale Bau der Marienkapelle mit einem Dreiecksgiebel stammt wahrscheinlich aus dem 18. Jahrhundert. | BDA-Hist.: Q37784357 Status: § 2a Stand der BDA-Liste: 2025-06-30 Name: Marienkapelle GstNr.: 162                                                                                    |
| ja    | Datei hochladen | Petruskapelle HERIS-ID: 100445 Objekt-ID: 116673                                                              | bei Gruber-Mohr-Weg 9 Standort KG: St. Peter                  | Die quadratische Petruskapelle auf toskanischen Säulen wurde vermutlich im Jahr 1604 erbaut. Die Schnitzfigur des reuigen Petrus ist bereits 1690 nachgewiesen. | BDA-Hist.: Q37784368 Status: § 2a Stand der BDA-Liste: 2025-06-30 Name: Petruskapelle GstNr.: 162                                                                                    |
| ja    | Datei hochladen | ORF-Landesstudio Steiermark HERIS-ID: 100464 Objekt-ID: 116692                                                | Marburger Straße 20 Standort KG: St. Peter                    | Das Studio wurde 1978–1981 von Gustav Peichl erbaut. Es entspricht einem Typus, wie er von Peichl auch in anderen Landeshauptstädten gebaut wurde. Es besteht aus einem blockhaften Verwaltungsgebäude und halbkreisförmig anschließenden Produktionsbereichen. | BDA-Hist.: Q37784440 Status: § 2a Stand der BDA-Liste: 2025-06-30 Name: ORF-Landesstudio Steiermark GstNr.: 6, 13/3, 13/6 ORF Landesstudio Steiermark                                |
| ja    | Datei hochladen | Ehemaliges Sendehaus St. Peter (Hort, Kreativwerkstätten – Jugend am Werk) HERIS-ID: 100477 Objekt-ID: 116705 | Nußbaumerstraße 36 Standort KG: St. Peter                     | Das ehemalige Sendehaus des Senders St. Peter wurde 1928 in Betrieb genommen, die Antennen wurden im Lauf der 1980er-Jahre abgetragen. Das Gebäude dient nunmehr als Hort. | BDA-Hist.: Q37784502 Status: § 2a Stand der BDA-Liste: 2025-06-30 Name: Hort, Kreativwerkstätten – Jugend am Werk GstNr.: .415 Sendehaus St. Peter, Graz                             |
| ja    | Datei hochladen | Ortsfriedhof St. Peter mit Aufbahrungshalle HERIS-ID: 105717 Objekt-ID: 122745                                | bei Petersbergenstraße 22 Standort KG: St. Peter              | Auf dem Ortsfriedhof St. Peter befinden sich etliche Grabstätten aus dem frühen 20. Jahrhundert. | BDA-Hist.: Q37806049 Status: § 2a Stand der BDA-Liste: 2025-06-30 Name: Ortsfriedhof St. Peter mit Aufbahrungshalle GstNr.: .880, 256, 244, 243/2, 243/1, .108                       |
| ja    | Datei hochladen | Miethaus HERIS-ID: 68103 Objekt-ID: 81101                                                                     | Rudolf-Hans-Bartsch-Straße 28 Standort KG: St. Peter          | Die beiden Miethäuser auf Nr. 28 und Nr. 30 wurden 1913–1915 von Andreas Gisshammer erbaut und repräsentieren die frühe Heimatschutzarchitektur. Vorgesehen war eine umfassendere Kolonie um Waldmüllergasse und Rudolf-Hans-Bartsch-Straße, entstanden sind insgesamt vier Häuser (Waldmüllergasse 20 ist nicht unter Schutz).                                                                                                   | BDA-Hist.: Q38118568 Status: Bescheid Stand der BDA-Liste: 2025-06-30 Name: Miethaus GstNr.: .332                                                                                    |
| ja    | Datei hochladen | Mehrfamilienwohnhaus HERIS-ID: 100439 Objekt-ID: 116667                                                       | Rudolf-Hans-Bartsch-Straße 30 Standort KG: St. Peter          | Die beiden Miethäuser auf Nr. 28 und Nr. 30 wurden 1913–1915 von Andreas Gisshammer erbaut und repräsentieren die frühe Heimatschutzarchitektur. Vorgesehen war eine umfassendere Kolonie um Waldmüllergasse und Rudolf-Hans-Bartsch-Straße, entstanden sind insgesamt vier Häuser (Waldmüllergasse 20 ist nicht unter Schutz).                                                                                                   | BDA-Hist.: Q37784331 Status: § 2a Stand der BDA-Liste: 2025-06-30 Name: Mehrfamilienwohnhaus GstNr.: .333, 88/8                                                                      |
| ja    | Datei hochladen | Bezirksamt St. Peter HERIS-ID: 51399 Objekt-ID: 57041                                                         | St.-Peter-Hauptstraße 85 Standort KG: St. Peter               | Das zweigeschoßige Haus mit Spätbiedermeier-Fassade und Frontispiz wurde im Jahr 1846 erbaut. | BDA-Hist.: Q38045066 Status: § 2a Stand der BDA-Liste: 2025-06-30 Name: Bezirksamt St. Peter GstNr.: .43/2                                                                           |
| ja    | Datei hochladen | Kath. Filialkirche Schmerzhafte Muttergottes und angebauter Pfarrhof HERIS-ID: 100561 Objekt-ID: 116811       | St.-Peter-Hauptstraße 311 Standort KG: Graz Stadt-Messendorf  | Die neugotische Kirche mit spitzbehelmtem Westturm wurde im Jahr 1909 erbaut, die Ausstattung stammt noch aus der Bauzeit. Anmerkung: Identadresse Autaler Straße 1 | BDA-Hist.: Q1908198 Status: § 2a Stand der BDA-Liste: 2025-06-30 Name: Kath. Filialkirche Schmerzhafte Muttergottes und angebauter Pfarrhof GstNr.: 535                              |
| ja    | Datei hochladen | Mesnerhaus, ehem. Schule HERIS-ID: 47030 Objekt-ID: 49479                                                     | Thomas-Arbeiter-Gasse 8 Standort KG: St. Peter                | Das Mesnerhaus stammt aus dem 18. Jahrhundert. | BDA-Hist.: Q38025280 Status: Bescheid Stand der BDA-Liste: 2025-06-30 Name: Mesnerhaus, ehem. Schule GstNr.: 165/1                                                                   |
| ja    | Datei hochladen | Schule HERIS-ID: 100591 Objekt-ID: 116841                                                                     | Thomas-Arbeiter-Gasse 12 Standort KG: St. Peter               | Das Schulgebäude stammt aus dem Jahr 1885 und wurde um 1930 großzügig erweitert. | BDA-Hist.: Q37784906 Status: § 2a Stand der BDA-Liste: 2025-06-30 Name: Schule GstNr.: .232                                                                                          |
| ja    | Datei hochladen | Mehrfamilienwohnhaus HERIS-ID: 65097 Objekt-ID: 77913                                                         | Waldmüllergasse 18 Standort KG: St. Peter                     | Das Miethaus wurde 1913–1915 von Andreas Gisshammer erbaut und repräsentiert die frühe Heimatschutzarchitektur. Vorgesehen war eine umfassendere Kolonie um Waldmüllergasse und Rudolf-Hans-Bartsch-Straße, entstanden sind insgesamt vier Häuser (Waldmüllergasse 20 ist nicht unter Schutz). | BDA-Hist.: Q38109163 Status: Bescheid Stand der BDA-Liste: 2025-06-30 Name: Mehrfamilienwohnhaus GstNr.: 88/6 Waldmüllergasse 18, Graz                                               |